# Blagger
Blagger is een videospel dat werd ontwikkeld door Alligata Software Ltd. en werd uitgegeven voor verschillende homecomputers. Het spel kwam in 1983 als eerste uit voor de BBC Micro en Commodore 64. Een jaar later werd het uitgebracht voor de Amstrad CPC, Electron en MSX.
In het spel speelt de speler Rodger the Dodger (ook wel Blagger) een inbreker die verschillende sleutels moet verzamelen om een kluis te openen. Blagger moet deze taak in een bepaalde tijd voltooien en hierbij divers wezen en items uit de weg gaan. Hij heeft geen wapen, maar kan alleen springen. Als Blagger een wezen of item raakt verliest hij een leven en wanneer alle levens op zijn is het spel game over.